# Marko Babić
Marko Babić (Osijek, 28 gennaio 1981) è un allenatore di calcio ed ex calciatore croato, di ruolo centrocampista esterno.

## Carriera

### Club
Esordisce in campionato croato sul finire della stagione 1997-1998 con la squadra della sua città, l'Osijek. Nel gennaio 2000 viene ceduto al Bayer Leverkusen, dove fino all'estate 2002 colleziona solo 10 presenze. Proprio nel 2002 è vicecampione d'Europa dietro al Real Madrid. Dalla stagione 2002-2003 diventa titolare a centrocampo.
Nell'estate 2007 viene ceduto al Betis, squadra spagnola.
Lasciato libero dalla società spagnola nel gennaio 2009, si lega all'Hertha Berlino fino al termine della stagione con un'opzione per quella successiva. Al termine della stagione 2008-2009 non gli viene rinnovato il contratto dalla società tedesca, e l'8 agosto 2009 firma un contratto biennale con il Real Saragozza. Il 6 settembre 2010 si svincola dalla società aragonese, per ritornare a giocare nell'Osijek. Nel gennaio 2013, dopo essere rimasto svincolato, è stato ingaggiato dal LASK Linz fino a fine stagione, per poi chiudere la carriera.

### Nazionale
Con la Croazia vanta 49 presenze e 3 reti e ha partecipato al campionato d'Europa 2004 e al campionato del mondo 2006, mentre per il campionato d'Europa 2008 non è stato convocato.

## Statistiche

### Cronologia presenze e reti in nazionale
| Cronologia completa delle presenze e delle reti in nazionale ― Ungheria | Cronologia completa delle presenze e delle reti in nazionale ― Ungheria | Cronologia completa delle presenze e delle reti in nazionale ― Ungheria | Cronologia completa delle presenze e delle reti in nazionale ― Ungheria | Cronologia completa delle presenze e delle reti in nazionale ― Ungheria | Cronologia completa delle presenze e delle reti in nazionale ― Ungheria | Cronologia completa delle presenze e delle reti in nazionale ― Ungheria | Cronologia completa delle presenze e delle reti in nazionale ― Ungheria |
| Data                                                                    | Città                                                                   | In casa                                                                 | Risultato                                                               | Ospiti                                                                  | Competizione                                                            | Reti                                                                    | Note                                                                    |
| ----------------------------------------------------------------------- | ----------------------------------------------------------------------- | ----------------------------------------------------------------------- | ----------------------------------------------------------------------- | ----------------------------------------------------------------------- | ----------------------------------------------------------------------- | ----------------------------------------------------------------------- | ----------------------------------------------------------------------- |
| 8-5-2002                                                                | Pécs                                                                    | Ungheria                                                                | 0 – 2                                                                   | Croazia                                                                 | Amichevole                                                              | -                                                                       | 46’                                                                     |
| 21-8-2002                                                               | Varaždin                                                                | Croazia                                                                 | 1 – 1                                                                   | Galles                                                                  | Amichevole                                                              | -                                                                       | 75’                                                                     |
| 7-9-2002                                                                | Osijek                                                                  | Croazia                                                                 | 0 – 0                                                                   | Estonia                                                                 | Qual. Euro 2004                                                         | -                                                                       | 63’                                                                     |
| 20-11-2002                                                              | Timișoara                                                               | Romania                                                                 | 0 – 1                                                                   | Croazia                                                                 | Amichevole                                                              | -                                                                       |                                                                         |
| 12-2-2003                                                               | Spalato                                                                 | Croazia                                                                 | 0 – 0                                                                   | Polonia                                                                 | Amichevole                                                              | -                                                                       | 46’                                                                     |
| 2-4-2003                                                                | Varaždin                                                                | Croazia                                                                 | 2 – 0                                                                   | Andorra                                                                 | Qual. Euro 2004                                                         | -                                                                       | 65’                                                                     |
| 30-4-2003                                                               | Solna                                                                   | Svezia                                                                  | 1 – 2                                                                   | Croazia                                                                 | Amichevole                                                              | -                                                                       | 71’                                                                     |
| 11-6-2003                                                               | Tallinn                                                                 | Estonia                                                                 | 0 – 1                                                                   | Croazia                                                                 | Qual. Euro 2004                                                         | -                                                                       | 72’                                                                     |
| 20-8-2003                                                               | Ipswich                                                                 | Inghilterra                                                             | 3 – 1                                                                   | Croazia                                                                 | Amichevole                                                              | -                                                                       | 46’                                                                     |
| 11-10-2003                                                              | Zagabria                                                                | Croazia                                                                 | 1 – 0                                                                   | Bulgaria                                                                | Qual. Euro 2004                                                         | -                                                                       | 54’                                                                     |
| 19-11-2003                                                              | Lubiana                                                                 | Slovenia                                                                | 0 – 1                                                                   | Croazia                                                                 | Qual. Euro 2004                                                         | -                                                                       | 52’                                                                     |
| 18-2-2004                                                               | Spalato                                                                 | Croazia                                                                 | 1 – 2                                                                   | Germania                                                                | Amichevole                                                              | -                                                                       | 74’                                                                     |
| 31-3-2004                                                               | Zagabria                                                                | Croazia                                                                 | 2 – 2                                                                   | Turchia                                                                 | Amichevole                                                              | -                                                                       | 46’                                                                     |
| 28-4-2004                                                               | Skopje                                                                  | Macedonia                                                               | 0 – 1                                                                   | Croazia                                                                 | Amichevole                                                              | -                                                                       | 46’                                                                     |
| 18-8-2004                                                               | Varaždin                                                                | Croazia                                                                 | 1 – 0                                                                   | Israele                                                                 | Amichevole                                                              | -                                                                       | 57’                                                                     |
| 4-9-2004                                                                | Reykjavík                                                               | Croazia                                                                 | 3 – 0                                                                   | Ungheria                                                                | Qual. Mondiali 2006                                                     | -                                                                       |                                                                         |
| 8-9-2004                                                                | Göteborg                                                                | Svezia                                                                  | 0 – 1                                                                   | Croazia                                                                 | Qual. Mondiali 2006                                                     | -                                                                       | 71’                                                                     |
| 9-10-2004                                                               | Zagabria                                                                | Croazia                                                                 | 2 – 2                                                                   | Bulgaria                                                                | Qual. Mondiali 2006                                                     | -                                                                       | 85’                                                                     |
| 16-11-2004                                                              | Dublino                                                                 | Irlanda                                                                 | 1 – 0                                                                   | Croazia                                                                 | Amichevole                                                              | -                                                                       | 59’                                                                     |
| 9-2-2005                                                                | Gerusalemme                                                             | Israele                                                                 | 3 – 3                                                                   | Croazia                                                                 | Amichevole                                                              | -                                                                       | 75’                                                                     |
| 30-3-2005                                                               | Zagabria                                                                | Croazia                                                                 | 3 – 0                                                                   | Malta                                                                   | Qual. Mondiali 2006                                                     | -                                                                       |                                                                         |
| 4-6-2005                                                                | Sofia                                                                   | Bulgaria                                                                | 1 – 3                                                                   | Croazia                                                                 | Qual. Mondiali 2006                                                     | 1                                                                       |                                                                         |
| 17-8-2005                                                               | Spalato                                                                 | Croazia                                                                 | 1 – 1                                                                   | Brasile                                                                 | Amichevole                                                              | -                                                                       |                                                                         |
| 3-9-2005                                                                | Reykjavík                                                               | Islanda                                                                 | 1 – 3                                                                   | Croazia                                                                 | Qual. Mondiali 2006                                                     | -                                                                       |                                                                         |
| 7-9-2005                                                                | Ta' Qali                                                                | Malta                                                                   | 1 – 1                                                                   | Croazia                                                                 | Qual. Mondiali 2006                                                     | -                                                                       | 44’                                                                     |
| 8-10-2005                                                               | Zagabria                                                                | Croazia                                                                 | 1 – 0                                                                   | Svezia                                                                  | Qual. Mondiali 2006                                                     | -                                                                       |                                                                         |
| 12-10-2005                                                              | Budapest                                                                | Ungheria                                                                | 0 – 0                                                                   | Croazia                                                                 | Qual. Mondiali 2006                                                     | -                                                                       |                                                                         |
| 12-11-2005                                                              | Coimbra                                                                 | Portogallo                                                              | 2 – 0                                                                   | Croazia                                                                 | Amichevole                                                              | -                                                                       |                                                                         |
| 1-3-2006                                                                | Basilea                                                                 | Croazia                                                                 | 3 – 2                                                                   | Argentina                                                               | Amichevole                                                              | -                                                                       |                                                                         |
| 23-5-2006                                                               | Vienna                                                                  | Austria                                                                 | 1 – 4                                                                   | Croazia                                                                 | Amichevole                                                              | 1                                                                       |                                                                         |
| 28-5-2006                                                               | Osijek                                                                  | Croazia                                                                 | 2 – 2                                                                   | Iran                                                                    | Amichevole                                                              | 1                                                                       |                                                                         |
| 3-6-2006                                                                | Wolfsburg                                                               | Croazia                                                                 | 0 – 1                                                                   | Polonia                                                                 | Amichevole                                                              | -                                                                       |                                                                         |
| 7-6-2006                                                                | Lancy                                                                   | Croazia                                                                 | 1 – 2                                                                   | Spagna                                                                  | Amichevole                                                              | -                                                                       |                                                                         |
| 13-6-2006                                                               | Berlino                                                                 | Brasile                                                                 | 1 – 0                                                                   | Croazia                                                                 | Mondiali 2006 - 1º turno                                                | -                                                                       |                                                                         |
| 18-6-2006                                                               | Norimberga                                                              | Giappone                                                                | 0 – 0                                                                   | Croazia                                                                 | Mondiali 2006 - 1º turno                                                | -                                                                       |                                                                         |
| 22-6-2006                                                               | Stoccarda                                                               | Croazia                                                                 | 2 – 2                                                                   | Australia                                                               | Mondiali 2006 - 1º turno                                                | -                                                                       |                                                                         |
| 6-9-2006                                                                | Mosca                                                                   | Russia                                                                  | 0 – 0                                                                   | Croazia                                                                 | Qual. Euro 2008                                                         | -                                                                       | 88’                                                                     |
| 7-10-2006                                                               | Zagabria                                                                | Croazia                                                                 | 7 – 0                                                                   | Andorra                                                                 | Qual. Euro 2008                                                         | -                                                                       | 64’                                                                     |
| 11-10-2006                                                              | Zagabria                                                                | Croazia                                                                 | 2 – 0                                                                   | Inghilterra                                                             | Qual. Euro 2008                                                         | -                                                                       | 89’                                                                     |
| 15-11-2006                                                              | Tel Aviv                                                                | Israele                                                                 | 3 – 4                                                                   | Croazia                                                                 | Qual. Euro 2008                                                         | -                                                                       | 70’                                                                     |
| 7-2-2007                                                                | Fiume                                                                   | Croazia                                                                 | 2 – 1                                                                   | Norvegia                                                                | Amichevole                                                              | -                                                                       |                                                                         |
| 24-3-2007                                                               | Zagabria                                                                | Croazia                                                                 | 2 – 1                                                                   | Macedonia                                                               | Qual. Euro 2008                                                         | -                                                                       |                                                                         |
| 2-6-2007                                                                | Tallinn                                                                 | Estonia                                                                 | 0 – 1                                                                   | Croazia                                                                 | Qual. Euro 2008                                                         | -                                                                       |                                                                         |
| 6-6-2007                                                                | Zagabria                                                                | Croazia                                                                 | 0 – 0                                                                   | Russia                                                                  | Qual. Euro 2008                                                         | -                                                                       | 84’                                                                     |
| 22-8-2007                                                               | Sarajevo                                                                | Bosnia ed Erzegovina                                                    | 3 – 5                                                                   | Croazia                                                                 | Amichevole                                                              | -                                                                       | 62’                                                                     |
| 8-9-2007                                                                | Zagabria                                                                | Croazia                                                                 | 2 – 0                                                                   | Estonia                                                                 | Qual. Euro 2008                                                         | -                                                                       | 84’                                                                     |
| 12-9-2007                                                               | Andorra la Vella                                                        | Andorra                                                                 | 0 – 6                                                                   | Croazia                                                                 | Qual. Euro 2008                                                         | -                                                                       |                                                                         |
| 16-10-2007                                                              | Fiume                                                                   | Croazia                                                                 | 3 – 0                                                                   | Slovacchia                                                              | Amichevole                                                              | -                                                                       | 69’                                                                     |
| 6-2-2008                                                                | Spalato                                                                 | Croazia                                                                 | 0 – 3                                                                   | Paesi Bassi                                                             | Amichevole                                                              | -                                                                       | 86’                                                                     |
| Totale                                                                  |                                                                         | Presenze                                                                | 49                                                                      |                                                                         | Reti                                                                    | 3                                                                       |                                                                         |

## Palmarès

### Club

#### Competizioni nazionali
- Coppa di Croazia: 1

Osijek: 1998-1999